# HD 34653
HD 34653，又名BD+77 195，SAO 5535、HR 1745，是一颗恒星，视星等为6.56，位于銀經135.11，銀緯22.4，其B1900.0坐标为赤經5h 14m 1.7s，赤緯+77° 22.4′ 7″。